# 科爾山
84°40′S 177°8′W / 84.667°S 177.133°W
科爾山（英語：Mount Cole），是南極洲的山峰，位於杜費克海岸，處於沙克爾頓冰川西岸，屬於毛德王后山脈的一部分，海拔高度超過1,400米，處於福曼冰川和傑里西穆冰川之間，由美國海軍發現和拍攝照片，現時由南極條約體系管理。